# Švýcarsko na Zimních olympijských hrách 1932
Švýcarsko se účastnilo Zimní olympiády 1932. Zastupovalo ho 7 sportovců (7 mužů a 0 ženy) v 3 sportech.

## Medailisté
| Medaile | Jméno                      | Sport | Soutěž  |
| ------- | -------------------------- | ----- | ------- |
| Stříbro | Reto Capadrutt Oscar Geier | Boby  | Dvojbob |